# Fairview, Kenton County, Kentucky
Fairview är en ort i Kenton County, Kentucky, USA. År 2000 hade orten 156 invånare. Den har enligt United States Census Bureau en area på 1,9 km², allt är land.